# Klebanov
Klebanov je priimek več oseb:
- Karl Mojsejevič Klebanov, sovjetski general
- Igor Romanovič Klebanov, ruski fizik